# Karta SIM

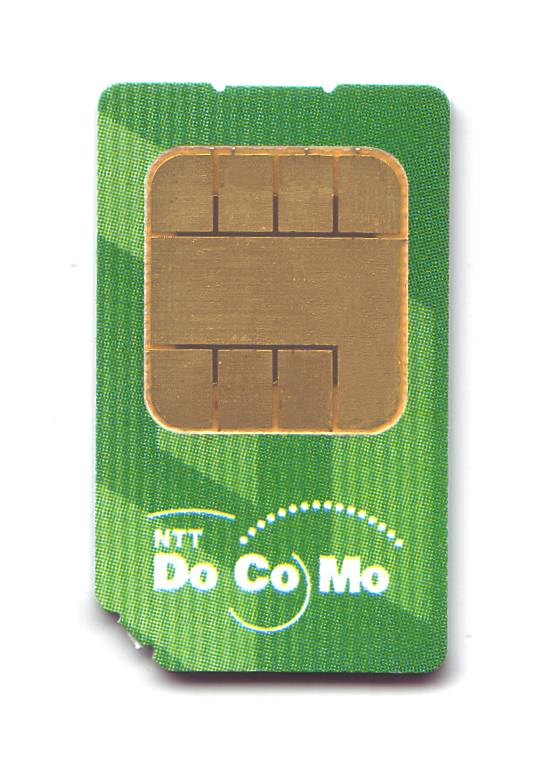
Karta mini-SIM

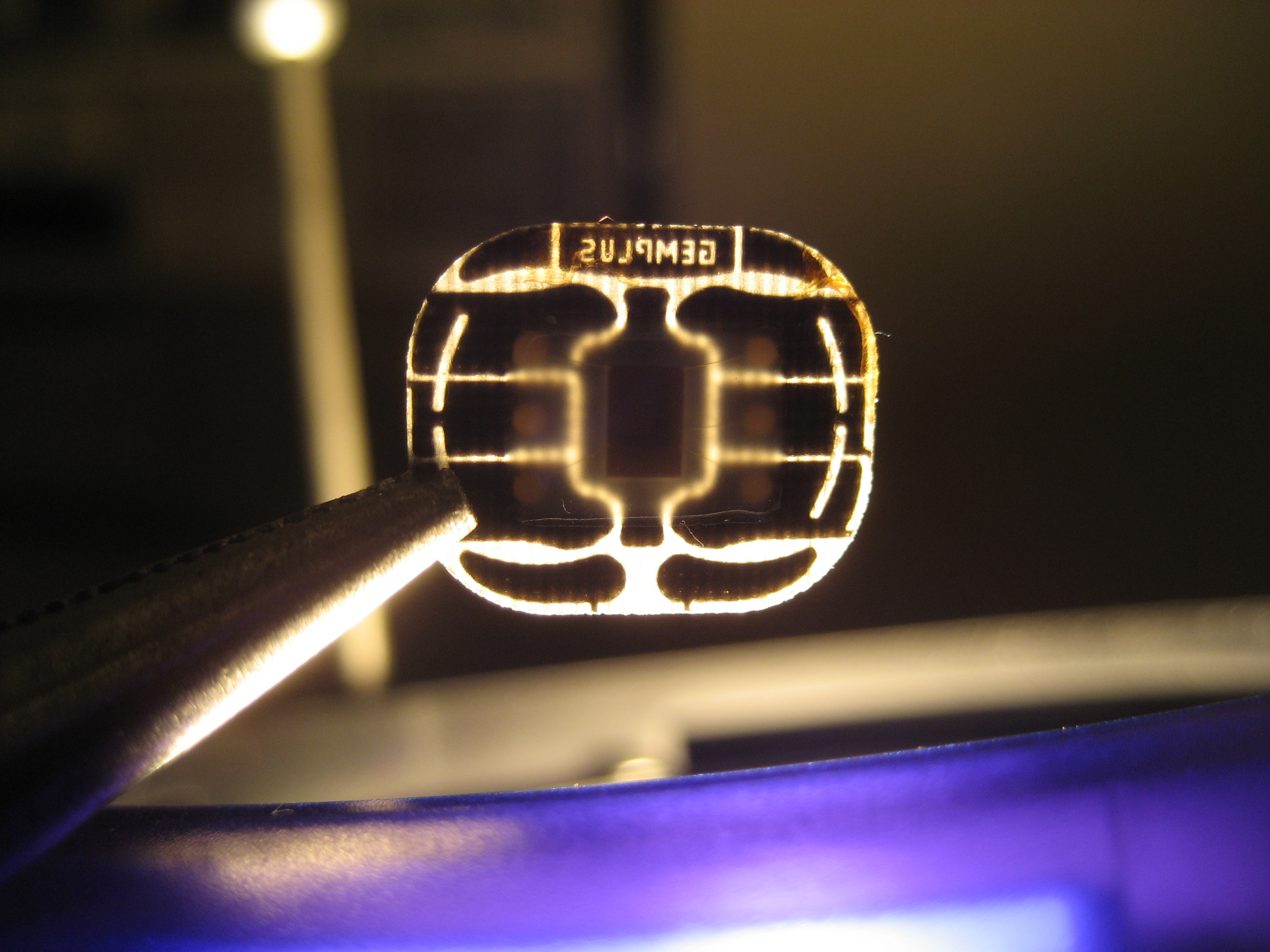
Chip karty SIM

Opis styków

Karta SIM (ang. subscriber identity module), moduł identyfikacji abonenta – karta mikroprocesorowa, która służy do identyfikacji abonenta za pomocą numeru IMSI (odpowiednika IMEI) oraz numeru seryjnego karty SSN (SIM Serial Number); pozwala ona również na przechowywanie pewnej niewielkiej ilości danych (np. kontaktów, SMS-ów) w pamięci EEPROM.
W telefonach komórkowych karta SIM, mimo iż nie jest bezpośrednio powiązana z telefonem, jednak jest niezbędnym elementem do jego użytkowania, bowiem karta SIM daje dostęp do pamięci ROM, która uruchamia telefon. Również w smartfonach karta SIM odblokowuje prawie wszystkie funkcje potrzebne do korzystania z urządzenia. Ponadto karta SIM jest wykorzystywana w wielu urządzeniach do mobilnej komunikacji, bądź w urządzeniach IoT.
Zgodnie ze specyfikacją 3GPP, z telefonu bez karty SIM można wykonywać połączenia na numery: 000, 08, 112, 110, 118, 119, 911 i 999. Są to numery obsługiwane przez operatorów jako połączenia alarmowe: mają one wyższy priorytet podczas przydzielania zasobów radiowych, za połączenia z nimi nie są naliczane opłaty i przekierowywane są do właściwych, wskazanych przez odpowiedni urząd, centrów ratunkowych znajdujących się najbliżej miejsca, z którego wykonano połączenie. W zależności od obszaru geograficznego tylko niektóre z tych numerów są aktywne, np. w Polsce (i większości krajów europejskich) jest to numer 112, w Ameryce Północnej 911, a w Japonii 110, 118 i 119.

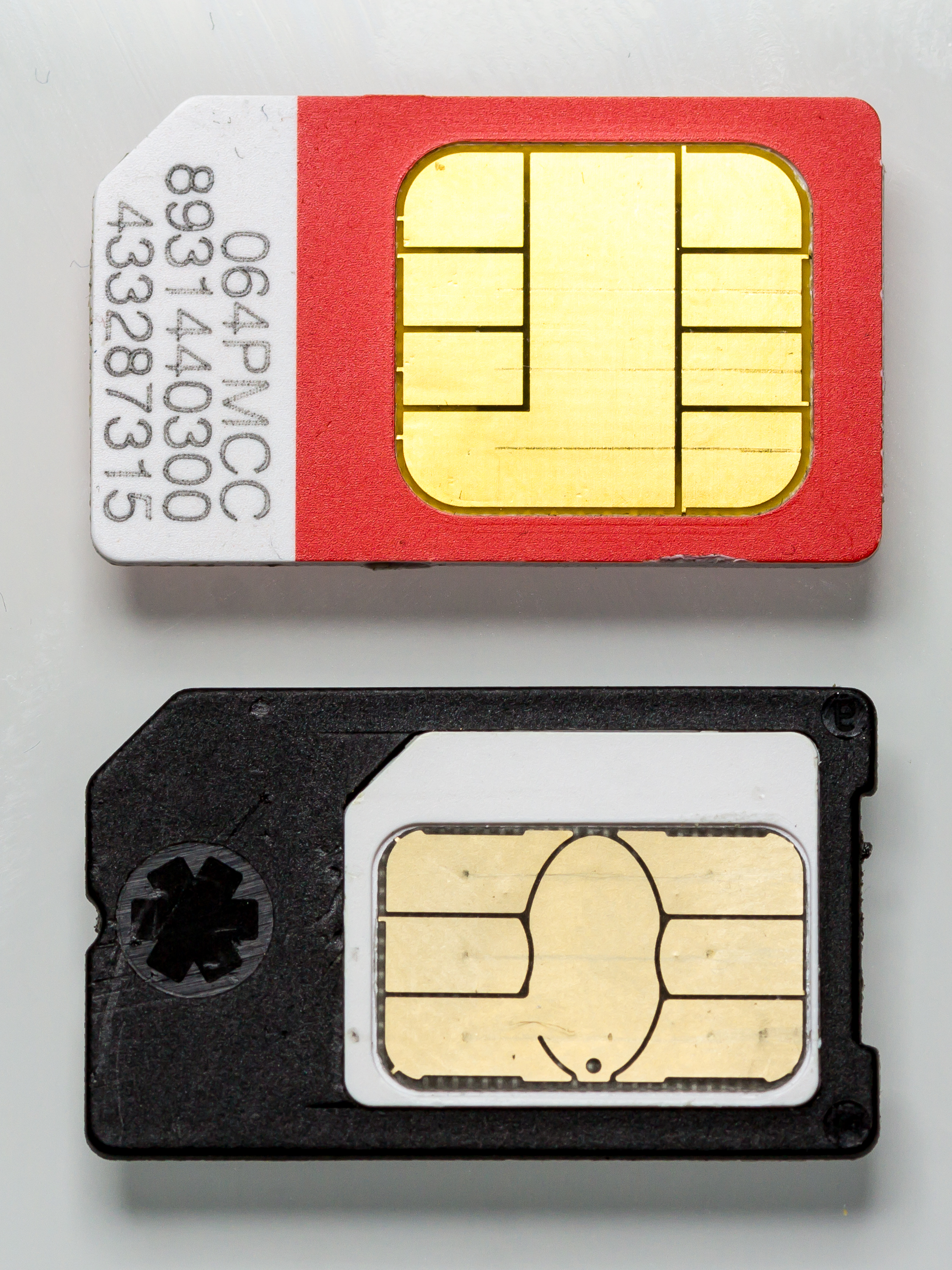
Adapter SIM

## Budowa karty SIM
Typowa karta SIM składa się z:
- mikroprocesora (najczęściej korzystającego z zestawu instrukcji HC08)[2][3],
- pamięci RAM ~ 8 KB,
- pamięci ROM – 64-512 KB,
- pamięci EEPROM – do 512 KB,
- układu szyfrującego komunikację z operatorem,
- małego systemu operacyjnego (Smart Card Operating System), który jest przechowywany w pamięci ROM[2].

Ten system operacyjny posiada swój własny interpreter, który obsługuje zestaw komend do komunikacji z kartą SIM — dzięki któremu komunikacja z m.in. pamięcią karty staje się możliwa. W pamięci EEPROM przechowywany jest prosty system plików, na którym znajdują się często niewielkie aplikacje stworzone przez operatora sieci komórkowej.
Pełni ona niejako funkcję klucza dostępowego do sieci komórkowej. Na wewnętrznej stronie karty znajdują się pozłacane pola, czyli styki, które za pośrednictwem gniazda karty SIM łączą ją z modemem aparatu telefonicznego sieci komórkowej.

### Opis styków (przykład)
1. VCC – zasilanie karty,
2. RST – sygnał resetu,
3. CLK – sygnał zegara procesora,
4. RFU – zarezerwowany do wykorzystania w przyszłości,
5. GND – masa,
6. Vpp – napięcie programujące,
7. I/O – sygnał dwukierunkowy dla danych szeregowych (UART[4]),
8. RFU – zarezerwowany do wykorzystania w przyszłości.

Każdy konkretny egzemplarz karty ma przypisany swój odrębny 19-, 20- lub 22-cyfrowy numer identyfikacyjny ICCID (ang. integrated circuit card identifier), najczęściej wydrukowany na samej karcie SIM. Dla kart SIM dwie pierwsze cyfry numeru ICCID to 89. Numer ICCID kończy się cyfrą kontrolną obliczoną wg algorytmu Luhna.

## Rodzaje kart

Ewolucja karty SIM – od pełnowymiarowej przez mini i mikro do nano

Karta SIM początkowo miała wielkość karty kredytowej (85 × 54 mm), później znacznie została zredukowana (25 × 15 mm, mini-SIM) i ponownie zmniejszona (15 × 12 mm, mikro-SIM), a następnie zminimalizowana (12,3 × 8,8 mm, nano-SIM), aż osiągnęła postać układu scalonego wlutowanego w płytę główną urządzenia oznaczonego symbolem MFF2 (5 × 6 mm, Embedded SIM), ze wbudowaną pamięcią i mikroprocesorem. Ostatnie rozwiązanie karty Embedded SIM tzw. eSIM zyskuje coraz szersze zastosowanie i obecnie jest wspierane przez dziesiątki urządzeń.
Szczegółowe wymiary prezentuje poniższa tabela:
| Rodzaj karty   | Pełny rozmiar       | Mini SIM              | Micro SIM                         | Nano SIM        | Embedded-SIM                  |
| -------------- | ------------------- | --------------------- | --------------------------------- | --------------- | ----------------------------- |
| Specyfikacja   | IEC 7810:2003, ID-1 | IEC 7810:2003, ID-000 | ETSI TS 102 221 V9.0.0, Mini-UICC | ETSI TS 102 221 | JEDEC Design Guide 4.8, SON-8 |
| Długość (mm)   | 85,60               | 25,00                 | 15,00                             | 12,3            | 6,00                          |
| Szerokość (mm) | 53,98               | 15,00                 | 12,00                             | 8,8             | 5,00                          |
| Grubość (mm)   | 0,76                | 0,76                  | 0,76                              | 0,67            | <1,0                          |

Do dziś karty są wydawane w formacie, jaki był na samym początku, czyli wielkości karty kredytowej w celu zapewnienia kompatybilności. Najdłużej był użytkowany format miniSIM. Technika poszła o krok dalej i pod naciskami Apple do użytku weszły karty microSIM i nanoSIM. Istnieją również tzw. „adaptery” kart SIM, dzięki którym każdy abonent może powrócić do dowolnego rozmiaru np. z karty nano SIM powrócić do rozmiaru microSIM.

### Karta eSIM

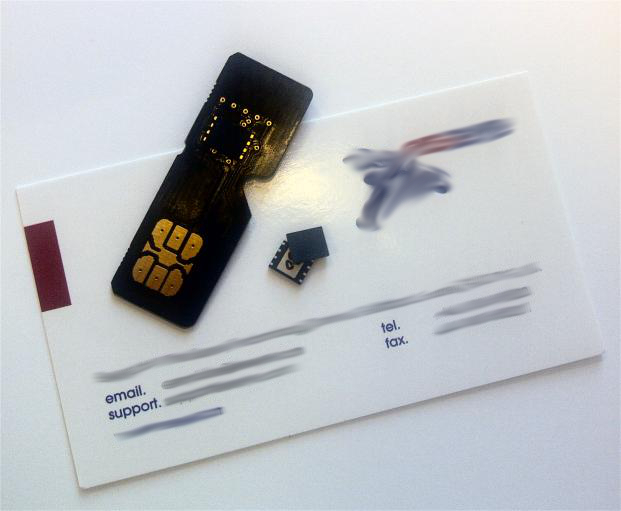
Embedded SIM tzw. „eSIM”

W wyniku rozwoju technologii został opracowany cyfrowy moduł, który zastępuje kartę SIM. Karta eSIM to cyfrowa wersja karty SIM, zapisywana w postaci specjalnego profilu na urządzeniu obsługującym technologię eSIM. W związku z czym oszczędza się środowisko przez nietworzenie kart plastikowych, a konsument w łatwiejszy sposób ma dostęp do karty, ponieważ kupując ją w internecie, może z niej korzystać prawie od razu. Wszyscy operatorzy na polskim rynku mają w ofercie to rozwiązanie.

## System karty SIM

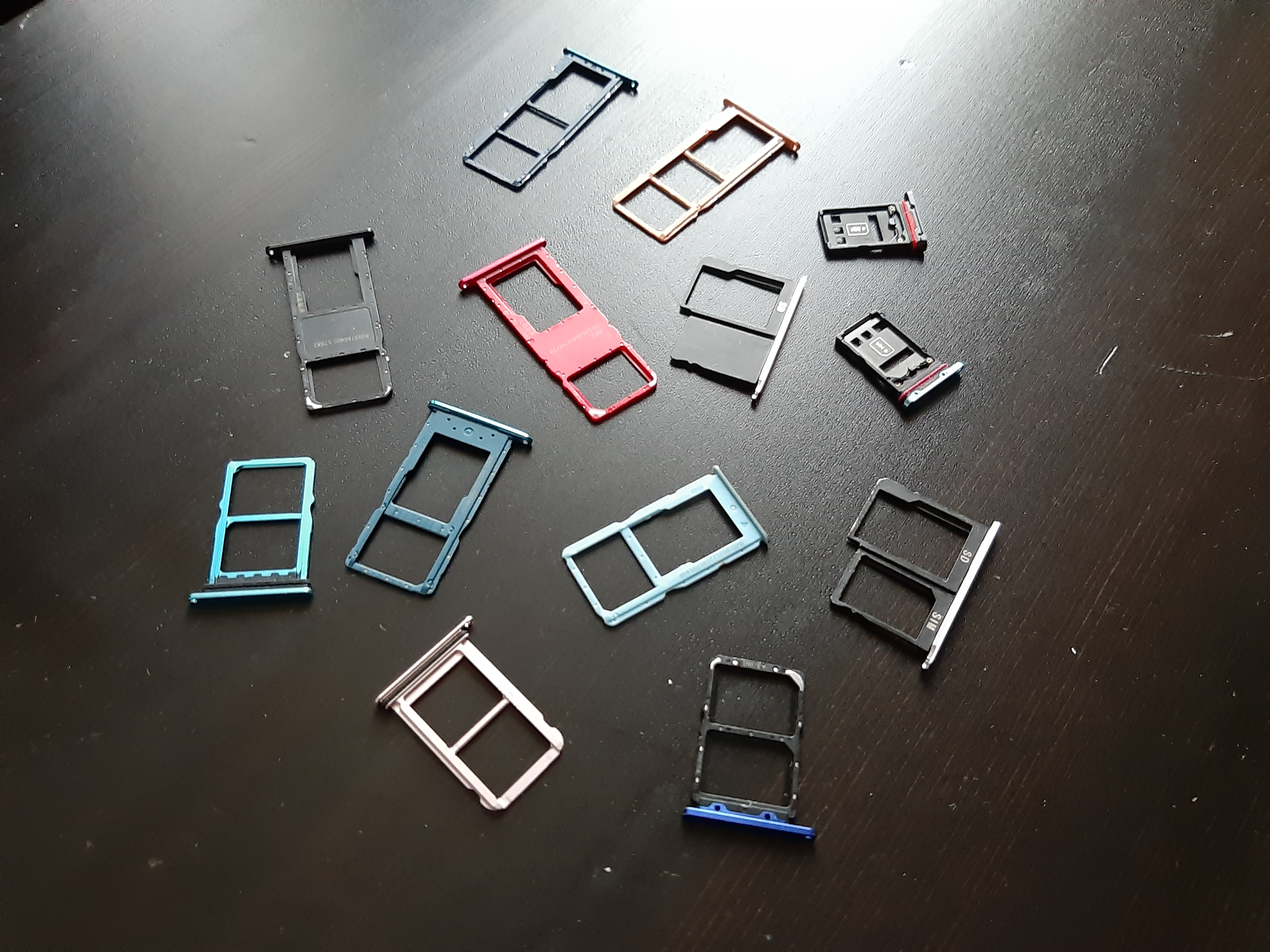
Różne tace SIM (szufladki, w których przechowywane są karty SIM - cała szufladka wygodnie wsuwa się do telefonu. Możliwe kombinacje to 2 karty SIM i 1 karta SD, 2 karty SIM i/lub 1 karta SIM i 1 karta SD).

System, w który jest wyposażona karta SIM, umożliwia uruchamianie apletów javy w formacie java card. Karty SIM mają możliwość aktualizacji OTA, dzięki czemu dany operator wysyła do abonenta specjalnie spreparowaną, binarną wiadomość SMS, która nie jest wyświetlana użytkownikowi. Maksymalny rozmiar takiej aktualizacji wynosi 255 bajtów.
Dla krótkiego wyjaśnienia: OTA (Over The Air) oznacza pobranie pliku aktualizacji do pamięci urządzenia; aktualizacja, która nie wymaga praktycznie od użytkownika uwagi oraz żadnej specjalistycznej wiedzy.
Warto również pamiętać o zagrożeniu, jakie niosą wspomniane aktualizacje OTA. Za ich pomocą można wykonać na przykład tzw. ciche połączenie. Wygląda to tak, że telefon wykonuje połączenie bez wzbudzania wyświetlacza, a po zakończeniu połączenia usuwa dany aplet z pamięci karty SIM, skutkiem czego nie będzie możliwe do wykrycia, co było powodem wykonania takiej operacji.
Problemem są także błędy w oprogramowaniu. Z powodu błędnego wyniku pracy jednego apletu karta może wykonać niepożądaną akcję, na przykład usunąć kontakty.
Rozwój oprogramowania jest skomplikowany, a sprzęt potrzebny do jego testowania bardzo drogi. Istnieją metody zastępcze – emulatory, są jednak bardzo nieprecyzyjne. Zdarzają się sytuacje, w których różne emulatory dają różne wyniki pracy tego samego apletu.

## Zabezpieczenie telefonu
Każda karta SIM jest zabezpieczona kodem PIN, który po 3 nieudanych próbach wprowadzenia cyfrowej kombinacji blokuje telefon. W takim przypadku odblokowanie telefonu umożliwia kod PUK, który jest również przypisany do karty.

### SIM-LOCK
Operatorzy różnych sieci telefonii komórkowej, sprzedając aparaty z abonamentem, zazwyczaj zaopatrywali je w tak zwane SIM-locki – blokady uniemożliwiające korzystanie w nich z kart SIM innych operatorów. W dzisiejszych czasach operatorzy raczej nie stosują blokad typu SIM-lock.